# ۱۸ دلو
۱۸ دلو یک ستاره است که در صورت فلکی دلو قرار دارد.